# Plattnerit
Plattnerit, veraltet auch als Schwerbleierz oder Braunbleioxyd bekannt, ist ein relativ selten vorkommendes Mineral aus der Mineralklasse der „Oxide und Hydroxide“ mit der chemischen Zusammensetzung β-PbO2 und damit chemisch gesehen Blei(IV)-oxid.
Plattnerit kristallisiert im tetragonalen Kristallsystem und entwickelt feinste, nach der c-Achse [001] gestreckte, nadelige Kristalle mit einem fast metallartigen, diamantähnlichen Glanz auf den Oberflächen. Er findet sich aber auch in Form von knolligen bis nierigen Mineral-Aggregaten und faserigen oder warzigen bis glaskopfartigen, derben Massen. Das Mineral ist im Allgemeinen undurchsichtig und von eisenschwarzer Farbe. Nur allerfeinste Kriställchen sind tiefrot durchscheinend mit rotbraunen, inneren Reflexionen. Seine Strichfarbe ist dagegen braun.

## Etymologie und Geschichte

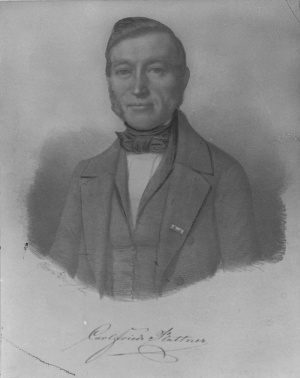
Namensgeber Carl Friedrich Plattner (1800–1858)

Erstmals beschrieben wurde das Mineral 1837 durch August Breithaupt, der es anhand seiner Analyse-Ergebnisse als „Superoxyd“ (Verbindungen, die mehr Sauerstoff als einfache Oxide enthalten) von Blei erkannte und als Schweres Blei-Erz oder kürzer Schwerbleierz bezeichnete. Den genauen Fundort des von ihm untersuchten Materials – eine große, schalenförmige Masse, überdeckt mit kohlensaurem Bleioxyd (Cerussit), phosphorsaurem Bleioxyd (Pyromorphit) und schwefelkohlensaures Bleioxyd (Leadhillit) – kannte Breithaupt nicht. Da jedoch Proben von dem letztgenannten Mineral während des Untersuchungszeitraums nur aus dem Bergbaugebiet Leadhills in Schottland kamen, ging Breithaupt davon aus, dass auch das neu entdeckte Mineral aus diesem Fundort stammt.
Seinen bis heute gültigen Namen Plattnerit erhielt das Mineral 1845 durch Wilhelm von Haidinger, der es nach dem Hüttenkundler und Chemiker Carl Friedrich Plattner benannte.
Plattnerit war bereits vor der Gründung der International Mineralogical Association (IMA) 1958 bekannt und als Mineral in der Fachwelt meist anerkannt. Als sogenanntes grandfathered Mineral (G) wurde die Anerkennung von Plattnerit als eigenständige Mineralart von der Commission on new Minerals, Nomenclature and Classification (CNMNC) übernommen.
Das Typmaterial des Minerals wird in der Geowissenschaftlichen Sammlung der Technischen Universität Bergakademie Freiberg unter der Sammlungs-Nr. 10045/K 2,7 (historische Vitrine Breithaupt) aufbewahrt.

## Klassifikation
Bereits in der veralteten 8. Auflage der Mineralsystematik nach Strunz gehörte der Plattnerit zur Mineralklasse der „Oxide und Hydroxide“ und dort zur Abteilung der „MO2- und verwandte Verbindungen“, wo er zusammen mit Kassiterit, Rutil und Varlamoffit sowie im Anhang mit Belyankinit, Cafetit, Gerasimovskit, Manganbelyankinit, Priderit und Redledgeit die „Rutil-Reihe“ mit der System-Nr. IV/D.02 bildete.
Im Lapis-Mineralienverzeichnis nach Stefan Weiß, das sich aus Rücksicht auf private Sammler und institutionelle Sammlungen noch nach dieser alten Form der Systematik von Karl Hugo Strunz richtet, erhielt das Mineral die System- und Mineral-Nr. IV/D.02-60. In der „Lapis-Systematik“ entspricht dies der Abteilung „Oxide mit [dem Stoffmengen]Verhältnis Metall : Sauerstoff = 1 : 2 (MO2) und Verwandte“, wo Plattnerit zusammen mit Argutit, Kassiterit, Pyrolusit, Paratellurit, Rutil und Tripuhyit die „Rutil-Gruppe“ bildet (Stand 2018).
Auch die seit 2001 gültige und von der International Mineralogical Association (IMA) bis 2009 aktualisierte 9. Auflage der Strunz’schen Mineralsystematik ordnet den Plattnerit in die Abteilung der „Oxide mit [dem Stoffmengenverhältnis] Metall : Sauerstoff = 1 : 2 und vergleichbare“ ein. Diese ist allerdings weiter unterteilt nach der relativen Größe der beteiligten Kationen und der Kristallstruktur, so dass das Mineral entsprechend seiner Zusammensetzung und seinem Aufbau in der Unterabteilung „Mit mittelgroßen Kationen; Ketten kantenverknüpfter Oktaeder“ zu finden ist, wo es zusammen mit Argutit, Kassiterit, Pyrolusit, Rutil, Tripuhyit, Tugarinovit und Varlamoffit die „Rutilgruppe“ mit der System-Nr. 4.DB.05 bildet.
Die vorwiegend im englischen Sprachraum gebräuchliche Systematik der Minerale nach Dana ordnet den Plattnerit ebenfalls in die Klasse der „Oxide und Hydroxide“ und dort in die Abteilung der „Oxidminerale“ ein. Hier ist er zusammen mit Argutit, Ilmenorutil, Kassiterit, Pyrolusit, Rutil, Squawcreekit, Stishovit, Strüverit in der „Rutilgruppe (Tetragonal: P42/mnm)“ mit der System-Nr. 04.04.01 innerhalb der Unterabteilung „Einfache Oxide mit einer Kationenladung von 4+ (AO2)“ zu finden.

## Chemismus
In der idealen (theoretischen) Zusammensetzung besteht Plattnerit (PbO2) aus Blei (Pb) und Sauerstoff (O) im Stoffmengenverhältnis von 1 : 2. Dies entspricht einem Massenanteil (Gewichts-%) von 86,62 Gew.-% Pb und 13,38 Gew.-% O.
Die ursprünglich von Breithaupt untersuchte Mineralprobe entsprach ebenso genau diesem Wert wie eine aus der Ojuela Mine bei Mapimí im mexikanischen Bundesstaat Durango untersuchte Probe, was für eine hohe Stoffreinheit auch bei natürlich vorkommendem Blei(IV)-oxid spricht.

## Kristallstruktur
Plattnerit kristallisiert isotyp mit Rutil in der tetragonalen Raumgruppe P42/mnm (Raumgruppen-Nr. 136) mit den Gitterparametern a = 4,96 Å und c = 3,39 Å sowie zwei Formeleinheiten pro Elementarzelle.
Die Kristallstruktur von Plattnerit besteht aus PbO[6]-Koordinations-Oktaedern, das heißt, jedes Bleiatom ist von jeweils 6 Sauerstoffatomen umgeben. Über gemeinsame Kanten sind diese Oktaeder parallel der c-Achse [001] zu Ketten verbunden, die durch weitere Oktaeder über gemeinsame Ecken miteinander verknüpft sind. Das eckenverknüpfte Oktaeder bildet auch das Zentrum der jeweiligen Elementarzelle.
| Kristallstruktur von Plattnerit |
| - mit Blickrichtung parallel zur a-Achse - mit Blickrichtung parallel zur c-Achse - in der kristallographischen Standardausrichtung - als Polyeder-Modell in räumlicher Darstellung gestreckt nach der c-Achse |
| Farbtabelle: _ Quecksilber (Hg) 0 _ Sauerstoff (O) |

## Eigenschaften
In Salpetersäure ist Plattnerit nur schwer löslich, in Salzsäure dagegen leicht löslich.

## Modifikationen und Varietäten
Die Verbindung PbO2 ist dimorph und kommt in der Natur neben dem tetragonal kristallisierenden Plattnerit (β-PbO2) noch als orthorhombisch kristallisierender Scrutinyit (α-PbO2) vor.
Insgesamt sind bisher fünf Modifikationen von Blei(IV)-oxid bekannt.

## Bildung und Fundorte

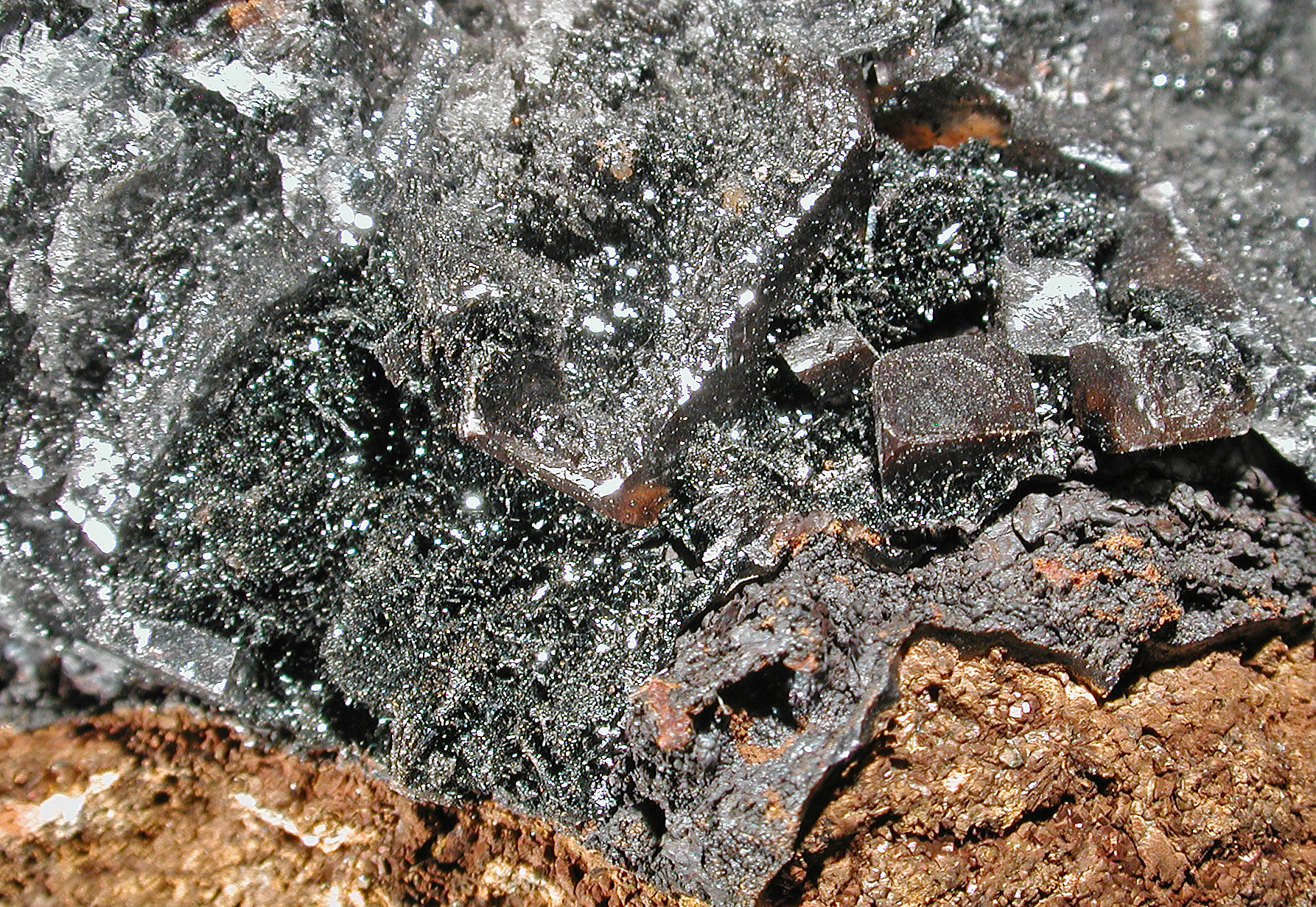
Reichhaltiger, stark glänzender Plattnerit-Kristallrasen auf Calcit aus der Southwest Mine, Hendricks Gulch, Bisbee, Cochise County, Arizona (Sichtfeld 25 mm)

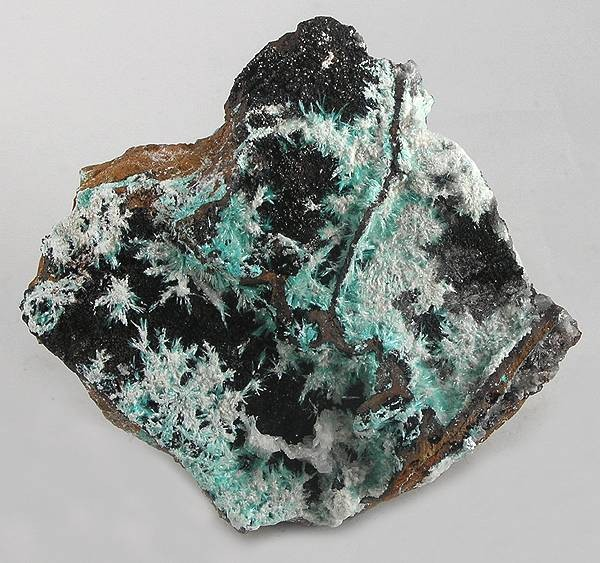
Plattnerit (schwarz) und Aurichalcit (blaugrün) auf Limonit aus Mapimí, Municipio de Mapimí, Durango, Mexiko (Größe 7,9 cm × 7,9 cm × 4,9 cm)

Plattnerit bildet sich sekundär bevorzugt in ariden Klimazonen unter stark oxidierenden Bedingungen in der Oxidationszone von hydrothermalen Unedelmetall- bzw. Bleierz-Lagerstätten. Als Begleitminerale können je nach Fundort unter anderem Aurichalcit, Calcit, Cerussit, Hemimorphit, Hydrozinkit, Leadhillit, Murdochit, Pyromorphit, Quarz, Smithsonit, Rosasit und Wulfenit auftreten.
Als eher seltene Mineralbildung kann Plattnerit an verschiedenen Fundorten zum Teil zwar reichlich vorhanden sein, insgesamt ist er aber wenig verbreitet. Weltweit sind bisher rund 180 Fundstellen dokumentiert (Stand 2020). Außer an seiner Typlokalität Leadhills im South Lanarkshire trat das Mineral in Schottland noch an mehreren Stellen in der Umgebung von Wanlockhead auf. Weitere Fundstellen im Vereinigten Königreich sind nur in England wie unter anderem bei Mendip bekannt.
In Deutschland fand sich Plattnerit unter anderem am Altemannfels bei Badenweiler in Baden-Württemberg, in der Grube Glücksrad bei Oberschulenberg und dem Steinbruch Winterberg in der Gemeinde Bad Grund in Niedersachsen sowie in den Gruben Churfürst Ernst bei Bönkhausen und Castor bei Loope in Nordrhein-Westfalen.
In Österreich konnte das Mineral bisher nur in Pb-Zn-Vererzungen auf der Möchling Alp am Hochobir in Kärnten und auf Schlackenhalden im Gebiet Kolm-Saigurn im Raurisertal des Salzburger Landes gefunden werden.
In der Schweiz kennt man Plattnerit aus der Mines de Siviez bei Siviez (Gemeinde Nendaz) und der Mine de Crettaz im Bergbaugebiet Mont Chemin der Gemeinde Martigny im Kanton Wallis.
Bekannt aufgrund außergewöhnlicher Plattneritfunde ist zudem die Morning Mine bei Mullan im Shoshone County des US-Bundesstaates Idaho, wo traubige und bis zu 100 kg schwere Massen zutage traten.
Weitere Fundorte liegen unter anderem in Australien, Brasilien, Frankreich, Griechenland, Grönland, Iran, Italien, Jordanien, Mexiko, Namibia, Norwegen, Polen, Portugal, Russland, Spanien, Südafrika, Thailand und den Vereinigten Staaten von Amerika (Arizona, Kalifornien, Colorado, Idaho, Montana, Nevada, New Mexico, South Dakota und Utah).